# Physostelma wrayi
Physostelma wrayi là một loài thực vật có hoa trong họ La bố ma. Loài này được (King & Gamble) Ridl. miêu tả khoa học đầu tiên năm 1923.